# 28964 Ashokverma
28964 Ashokverma è un asteroide della fascia principale. Scoperto nel 2001, presenta un'orbita caratterizzata da un semiasse maggiore pari a 3,063273 UA e da un'eccentricità di 0,236316, inclinata di 3,648461° rispetto all'eclittica. Ha un diametro di 9,630 km.